# Campi di rieducazione dello Xinjiang
Quello di campi di rieducazione (in uiguro قايتا تەربىيەلەش لاگېرلىرى, Qayta terbiyelesh lagérliri; in cinese: 再教育营S, zàijiàoyùyíngP), ufficialmente Centri di istruzione e formazione professionale è il titolo assegnato ai campi di internamento gestiti dal governo della Regione autonoma uigura dello Xinjiang nella Repubblica Popolare Cinese a partire dal 2013. L'attività di questi campi ha registrato un'intensificazione senza precedenti quando un segretario del partito dalla linea dura, Chen Quanguo, ha assunto il comando della regione nell'agosto 2015. Secondo quanto riportato questi centri sarebbero gestiti e operati segretamente e al di fuori del sistema legale; infatti, molti uiguri vi sono stati rinchiusi senza alcun processo o capo d'accusa. Le autorità locali terrebbero rinchiusi in questi campi centinaia di migliaia di uiguri e musulmani appartenenti ad altre minoranze etniche, sostenendo che queste detenzioni hanno lo scopo di contrastare l'estremismo e il terrorismo.
Si stima che le autorità cinesi abbiano detenuto in questi campi d'internamento disseminati nella regione dalle centinaia di migliaia ai milioni di uiguri, kazaki, kirghisi, hui e altre etnie turche musulmane e cristiane nonché alcuni cittadini stranieri con cittadinanza per lo più kazaka. Le Nazioni Unite e diverse relazioni mediatiche internazionali sostengono che in tutto lo Xinjiang da 1 a 3 milioni di persone siano al momento trattenute in questi campi di "rieducazione". Secondo un libro bianco del governo cinese, vi sono stati 1,29 milioni di internati all'anno dal 2014 al 2019. Ci sono stati confronti tra i campi dello Xinjiang e quanto accaduto durante la rivoluzione culturale cinese.
Nel 2019, gli ambasciatori delle Nazioni Unite di 22 nazioni, tra cui Australia, Canada, Francia, Germania, Giappone e Regno Unito hanno firmato una lettera di condanna della detenzione di massa da parte della Cina degli uiguri e di altri gruppi minoritari, esortando il governo cinese di chiudere i campi. Al contrario, una dichiarazione congiunta sarebbe stata firmata da 37 Stati che hanno espresso l'approvazione del "programma antiterrorismo" cinese nello Xinjiang, tra cui Algeria, Repubblica Democratica del Congo, Russia, Arabia Saudita, Siria, Pakistan, Corea del Nord, Egitto, Nigeria, Filippine e il Sudan, ma la lettera non è stata mostrata al pubblico. La lettera a sostegno della Cina ha elogiato ciò che ha definito i notevoli risultati raggiunti dalla Cina nel campo dei diritti umani.

## Panoramica

### Conflitto dello Xinjiang
Varie dinastie cinesi hanno storicamente esercitato il controllo su parti di ciò che è lo Xinjiang attuale. La regione moderna passò sotto il dominio cinese a seguito dell'espansione verso ovest della dinastia Qing dei Manciù, che vide anche l'annessione della Mongolia e del Tibet. Dopo l'assassinio del 1928 di Yang Zengxin, governatore del semi-autonomo Khanato Kumul nello Xinjiang orientale sotto la Repubblica di Cina, Jin Shuren succedette a Yang come governatore del Khanato. Alla morte di Kamul Khan Maqsud Shah nel 1930, Jin abolì completamente il Khanato e prese il controllo della regione come signore della guerra. Nel 1933, la prima repubblica separatista del Turkestan orientale fu fondata nella ribellione di Kumul. Nel 1934, la prima Repubblica del Turkestan fu conquistata dal signore della guerra Sheng Shicai con l'aiuto dell'Unione Sovietica prima che Sheng si riconciliasse con la Repubblica di Cina nel 1942. Nel 1944, la Ribellione di Ili portò alla Seconda Repubblica del Turkestan orientale con dipendenza dall'Unione Sovietica per il commercio, le armi e il "tacito consenso" per la sua continua esistenza prima di essere assorbito nella Repubblica popolare cinese nel 1949.
Dagli anni '50 agli anni '70, il governo sponsorizzava una migrazione di massa di cinesi Han nella regione, politiche che promuovevano l'unità culturale cinese e che punivano determinate espressioni dell'identità uigura. Durante questo periodo, emersero organizzazioni separatiste uigure militanti con il potenziale sostegno dell'Unione Sovietica, con il Partito Popolare del Turkestan orientale come quello più grande nel 1968. Durante gli anni '70, i sovietici appoggiarono il Fronte rivoluzionario unito del Turkestan orientale (URFET) per combattere i cinesi.

Bandiera del Partito Islamico del Turkestan

Nel 1997, una retata della polizia e l'esecuzione di 30 sospetti separatisti durante il Ramadan hanno portato a grandi manifestazioni nel febbraio 1997 che hanno provocato l'incidente di Ghulja, una repressione dell'Esercito Popolare di Liberazione (EPL) che ha provocato almeno nove morti. L'attentato su un autobus ad Ürümqi alla fine del mese uccise nove persone e ne ferì 68 con responsabilità riconosciute dai gruppi esiliati uiguri. A marzo 1997, un'autobomba uccise due persone con la responsabilità rivendicata dai separatisti uiguri e dall'Organizzazione per la libertà del Turkistan orientale con sede in Turchia.
A luglio 2009, nello Xinjiang sono scoppiate rivolte in risposta a una violenta disputa tra uiguri e lavoratori cinesi Han in una fabbrica provocando oltre cento morti. A seguito delle rivolte, i terroristi uiguri hanno ucciso dozzine di cinesi Han in attentati coordinati dal 2009 al 2016. Questi includevano gli attentati dell'agosto 2009,, l'attentato del 2011 ad Hotan, l'accoltellamento di marzo 2014 nella stazione ferroviaria di Kunming, l'attentato di aprile 2014 nella stazione ferroviaria di Ürümqi, e l'attentato di maggio 2014 in un mercato di strada di Ürümqi. Molti degli attacchi sono stati orchestrati dal Partito Islamico del Turkestan (ex Movimento islamico del Turkestan orientale) che è designato un'organizzazione terroristica da diversi paesi tra cui Russia, Turchia, Regno Unito, e Stati Uniti (fino al 2020), oltre alle Nazioni Unite e all'Unione Europea.

### Politiche dal 2009 al 2016

Numero di offerte di appalti pubblici legate alla rieducazione nello Xinjiang secondo la Jamestown Foundation

Sia prima che fino a poco dopo le rivolte di Ürümqi del luglio 2009, Wang Lequan era il segretario del Partito nella regione dello Xinjiang, in effetti il più alto ruolo subnazionale; approssimativamente equivalente a un governatore in una provincia o stato occidentale. Wang ha lavorato a programmi di modernizzazione nello Xinjiang, tra cui industrializzazione, sviluppo del commercio, strade, ferrovie, sviluppo di idrocarburi e condutture con il vicino Kazakistan nella Cina orientale. D'altra parte, Wang ha limitato la cultura e la religione locale, ha sostituito la lingua uigura con il mandarino standard come mezzo di istruzione nelle scuole primarie e ha penalizzato o vietato gli impiegati del governo (in una regione in cui il governo era un grande datore di lavoro), l'uso di barbe e foulard, il digiuno e la preghiera mentre si è al lavoro. Negli anni '90, molti uiguri in alcune parti dello Xinjiang non parlavano il cinese mandarino.
Ad aprile 2010, dopo le rivolte di Ürümqi, Zhang Chunxian sostituì Wang Lequan come capo del Partito Comunista Cinese nella regione. Zhang Chunxian ha continuato e rafforzato le politiche repressive di Wang. Nel 2011, Zhang ha proposto che "la cultura moderna [ad esclusione della tradizione uigura] guidi lo sviluppo nello Xinjiang" come sua dichiarazione politica e ha iniziato ad attuare la sua propaganda culturale moderna. Nel 2012, ha menzionato per la prima volta la frase "de-estremificazione" (去极端化) e ha iniziato a educare "Imam selvaggi" (野阿訇) ed estremisti (极端主义者).
Ad agosto 2016, Chen Quanguo, un noto leader del Partito comunista in Tibet, ha preso in carico la regione autonoma dello Xinjiang. Chen è stato etichettato dai critici come responsabile di una componente importante della "sottomissione" del Tibet.

#### Campagne antireligiose in Cina
Il governo della Repubblica popolare cinese adotta ufficialmente l'ateismo di stato, e ha condotto campagne antireligiose per raggiungere questo scopo. Dal 2014, il Partito Comunista Cinese ha spostato le sue politiche a favore della sinicizzazione totale delle minoranze etniche e religiose. La tendenza è accelerata nel 2018 quando la Commissione per gli affari etnici dello Stato e l'Amministrazione statale per gli affari religiosi sono state poste sotto il controllo del Dipartimento del lavoro del Fronte Unito.

## Storia
A partire dal 2017, i media locali in genere si riferivano alle strutture come "centri di formazione contro l'estremismo" (去极端化培训班) e "centri di formazione per l'istruzione e la trasformazione" (教育转化培训中心). La maggior parte di queste strutture sono state convertite da scuole esistenti o altri edifici ufficiali, sebbene alcune siano state appositamente costruite per scopi di "rieducazione".
La regione pesantemente sorvegliata e migliaia di punti di controllo hanno aiutato e accelerato la detenzione dei locali nei campi. Nel 2017 la regione rappresentava il 21% di tutti gli arresti in Cina nonostante comprendesse meno del 2% della popolazione nazionale, otto volte maggiore rispetto all'anno precedente. Gli uffici giudiziari e di altro governo di molte città e contee hanno iniziato a rilasciare una serie di offerte di appalto e costruzione per i campi e le strutture pianificate. Sempre più centri di detenzione di massa sono stati costruiti in tutta la regione e vengono utilizzati per contenere centinaia di migliaia di persone prese di mira per le loro pratiche religiose ed etnia.
Victor Shih, un economista politico dell'Università della California, San Diego, ha affermato a luglio 2019 che gli internamenti di massa erano totalmente inutili perché "non esistevano insorti attivi", solo "episodi terroristici isolati". Suggerisce che, poiché sono stati spesi molti soldi per allestire i campi, i soldi probabilmente sono andati ai soci dei politici che li hanno creati.
Secondo l'ambasciatore cinese in Australia Cheng Jingye a dicembre 2019, tutti i "tirocinanti" nei centri si sono diplomati e sono gradualmente tornati al lavoro o hanno trovato nuovi lavori con l'assistenza del governo. Cheng ha anche affermato che la notizia secondo il quale un milione di uiguri siano stati arrestati nello Xinjiang fosse una notizia falsa e che ciò che è stato fatto nello Xinjiang non ha differenza con quello che gli altri paesi, compresi quelli occidentali, fanno per combattere i terroristi.

### Fughe di notizie delNew York TimeseICIJ
Il 16 novembre 2019, il New York Times ha pubblicato un vasto "leak" di 400 documenti, provenienti da un membro del governo cinese che ha chiesto che Xi Jinping fosse ritenuto responsabile delle sue azioni. Il New York Times ha dichiarato che la fuga di notizie suggerisce malcontento all'interno del Partito Comunista in relazione alla repressione nello Xinjiang. L'anonimo funzionario del governo che ha fatto trapelare i documenti lo ha fatto con l'intento che la divulgazione avesse impedito ai leader del partito, incluso il presidente Xi Jinping, di sfuggire alla colpevolezza delle detenzioni di massa.
(Xi Jinping nel 2014)
Il New York Times ha messo in evidenza documenti che avevano lo scopo di comunicare messaggi agli studenti uiguri che stavano tornando a casa e avrebbero chiesto informazioni sui parenti dei loro amici scomparsi che erano stati internati nei campi. I documenti riconoscevano che gli internati non avevano commesso un crimine e che il personale del governo avrebbe dovuto riconoscere che non era stato commesso alcun crimine e che il motivo era solo che "il loro pensiero era stato infettato da pensieri malsani". I tempi affermavano che i discorsi ottenuti dimostravano come Xi considerasse i rischi per il partito simili al crollo dell'Unione Sovietica, in cui il New York Times affermava che Xi incolpava il lassismo ideologico e la leadership senza "spina dorsale". Preoccupato che la violenza nella regione dello Xinjiang potesse danneggiare la stabilità sociale nel resto della Cina, Xi afferma nel documento che "la stabilità sociale subirà uno shock, l'unità generale delle persone di ogni etnia sarà danneggiata e le prospettive generali di riforma, sviluppo e stabilità saranno colpite."
Nel 2018 il China Daily ha riferito che il funzionario del Partito Comunista Wang Yongzhi era stato rimosso per "gravi violazioni disciplinari". Il New York Times ottenne una copia della confessione di Wang. Wang aveva detto ai suoi superiori che era preoccupato che le azioni contro gli uiguri avrebbero suscitato malcontento e provocato una maggiore violenza futura. I documenti trapelati affermavano che "fu ignorata la strategia della direzione centrale del partito per lo Xinjiang, e si arrivò fino alla sfacciata sfida. Ha rifiutato di radunare tutti quelli che dovrebbero essere radunati". L'articolo è stato discretamente condiviso sulla piattaforma cinese Sina Weibo, dove alcuni netizen hanno espresso simpatia per lui. Nel 2017, ci sono state più di 12 000 indagini sui membri del partito nello Xinjiang per infrazioni o resistenze nella "lotta contro il separatismo", venti volte maggiore la cifra dell'anno precedente.
Il 24 novembre 2019, il Consorzio internazionale dei giornalisti investigativi ha pubblicato il China Cables, costituito da sei documenti, un "manuale operativo" per la gestione dei campi e un uso dettagliato della polizia predittiva e dell'intelligenza artificiale per colpire le persone e regolare la vita all'interno dei campi.

## Strutture del campo
Nelle aree urbane, la maggior parte dei campi viene convertita da scuole professionali esistenti, scuole di partito comunista, scuole ordinarie o altri edifici ufficiali, mentre nelle aree suburbane o rurali la maggior parte dei campi è stata appositamente costruita ai fini della rieducazione. Questi campi sono sorvegliati da forze armate o polizia speciale e dotati di cancelli a forma di prigione, muri circostanti, recinzioni di sicurezza, sistemi di sorveglianza, torri di guardia, stanze di guardia e strutture per la polizia armata ecc.
A novembre e dicembre 2018, la rivista Bitter Winter ha pubblicato tre video che sosteneva fossero stati girati all'interno di due campi nell'area di Yining. I video mostrano caratteristiche simili a quelle di una prigione e la rivista ha affermato di aver dimostrato che i campi sono strutture di detenzione piuttosto che "scuole". Secondo Business Insider, il secondo video di Bitter Winter corrisponde alle descrizioni di ex detenuti e testimoni di altre strutture di detenzione nello Xinjiang.
Sebbene non vi siano dati pubblici e verificabili per il numero di campi, ci sono stati vari tentativi di documentare campi sospetti basati su immagini satellitari e documenti governativi.
Il 15 maggio 2018, la Jamestown Foundation, un think tank conservatore di Washington, DC, ha pubblicato un rapporto del sinologo Adrian Zenz con elenco di 73 offerte governative relative a strutture di rieducazione.  Ricercatore tedesco affiliato all'organizzazione di estrema destra Victims of Communism Memorial Foundation e professore di teologia della Scuola europea di cultura e teologia di Korntal e dell'organizzazione privata evangelica Columbia International University, Zenz afferma nel rapporto che non vi è alcuna certezza sul numero dei detenuti ma è "ragionevole speculare" tra le centinaia di migliaia e poco più di un milione". Il sinologo basò le proprie stime su un singolo rapporto della Istiqlal TV, come reso noto dal Newsweek Japan. La Istiqal Tv è un'organizzazione mediatica di uiguri in esilio in Turchia che ospita estremisti islamici del Partito Islamico del Turkestan. Altre fonti citate nel rapporto sono quelle provenienti da articoli di Radio Free Asia. In diverse interviste, Zenz ha sempre aumentato il numero di internati.
Il 1º novembre 2018, l'International Cyber Policy Center (ICPC) dell'Australian Strategic Policy Institute (ASPI) ha riferito campi sospetti in 28 località, ma l'analisi fu svolta soltanto tramite speculazioni e citando fonti che non fornivano prove evidenti a sostegno delle accuse. Inoltre, l'ASPI riceve fondi da ambasciate straniere, aziende del settore della difesa e dal Dipartimento di Stato degli Stati Uniti d'America.
Il 29 novembre 2018, Reuters ed Earthrise Media hanno riferito 39 campi sospetti. Il Movimento di risveglio nazionale del Turkistan orientale ha segnalato un numero maggiore di campi.

### Collegi scolastici
La detenzione di uiguri e di altre minoranze etniche ha lasciato molti bambini senza i loro genitori. Il governo cinese ha tenuto questi bambini in una varietà di istituzioni e scuole colloquialmente conosciute come "collegi", sebbene non tutte siano istituzioni residenziali, che fungono di fatto da orfanotrofi. A settembre 2018, l'Associated Press ha riferito che erano in costruzione migliaia di collegi.

## Detenuti del campo

### Panoramica
Molti rapporti dei media hanno riferito che centinaia di migliaia di uiguri, nonché kazaki, kirghisi e altre minoranze etniche, sono detenuti senza processo nei "campi di rieducazione" della provincia. Il sito di giornalismo investigativo The Grayzone riporta che il numero di Uiguri internati nei campi di prigionia sia stato fornito per la prima volta dalla Chinese Human Rights Defenders (CHRD), una ONG con sede a Washington e finanziata dalla National Endowment for Democracy. In un rapporto inviato nel 2018 al Comitato sull'eliminazione della discriminazione razziale dell'UNHCR, la CHRD stimava che circa un milione di Uiguri erano stati inviati in campi di rieducazione, e la stima sarebbe stata basata su "interviste e dati limitati". Nel documento della CHRD sono presenti un totale di 8 intervistati anonimi che hanno fornito stime soggettive e non verificate. Il rapporto della CHRD fu in seguito rilanciato da Radio Free Asia, strumento di propaganda fondato dalla CIA durante la guerra fredda. Nel 2018, le autorità del governo locale nella contea di Qira prevedevano di avere quasi 12 000 detenuti nei campi professionali e nei centri di detenzione e alcuni progetti relativi ai centri avevano superato i limiti di bilancio.

### Trattamento
A gennaio 2018, Abdurahman Hasan, un uomo d'affari uiguro di Kashgar, è stato intervistato dalla BBC News in Turchia e ha chiesto retoricamente ai giornalisti di sparare alla madre 68enne e alla moglie 22enne dopo aver parlato dell'abuso commesso in uno dei i campi di Kashgar. Kayrat Samarkand, un cittadino kazako emigrato dallo Xinjiang, è stato detenuto per tre mesi in uno dei campi di rieducazione della regione per aver visitato il vicino Kazakistan. Il 15 febbraio 2018, il ministro degli Esteri kazako Kaırat Abdrahmanov ha inviato una nota diplomatica al Ministero degli Esteri cinese, lo stesso giorno in cui Kayrat Samarkand è stato liberato dalla custodia. Dopo la sua liberazione, Samarkand dichiarò di aver affrontato infiniti lavaggi del cervello e umiliazioni e che fu costretto a studiare propaganda comunista per ore ogni giorno e a recitare slogan per ringraziare e desiderare una lunga vita per Xi Jinping, attuale segretario generale del Partito Comunista Cinese.

#### Lavori forzati
Lo studioso Adrian Zenz e altri hanno riferito che i campi di rieducazione funzionano anche come campi di lavoro forzato in cui gli uiguri producono vari prodotti per l'esportazione, in particolare quelli realizzati con cotone coltivato nello Xinjiang.
Nel 2018, il Financial Times ha riferito che il centro di formazione professionale della contea di Yutian / Keriya, tra i più grandi dei campi di rieducazione dello Xinjiang, aveva aperto una struttura di lavoro forzato che includeva otto fabbriche che si occupavano di calzature, assemblaggio di telefoni cellulari e imballaggi di tè, fornendo una base stipendio mensile di ￥1 500 (circa 190 euro). Tra il 2016 e il 2018, il centro è cresciuto del 269% nell'area totale.
Hetian Haolin Hair Accessories, una società registrata per la prima volta nel Parco industriale della contea di Lop a Pechino (洛浦县北京工业园区) nel 2018, ha assunto 5 000 nuovi lavoratori nel suo primo anno di attività, effettuando 159 spedizioni internazionali. Il parco industriale di Pechino della contea di Lop è stato associato alle fotografie del campo di rieducazione.

## Reazioni internazionali

### Reazioni estere
Quando il rapporto della CHRD fu discusso pubblicamente all'UNHCR, soltanto la rappresentante statunitense Gay McDougall ha parlato di "campi di rieducazione" e senza mostrare o citare alcuna prova a sostegno dell'accusa. Tuttavia, l'agenzia di stampa britannica Reuters rilanciò la notizia affermando che l'ONU aveva prove credibili riguardo all'internamento di milioni di Uiguri in campi segreti, nonostante il Comitato sull'eliminazione della discriminazione razziale o un suo singolo membro non possano parlare in nome dell'intera ONU.
L'8 luglio 2019, 22 paesi hanno firmato una dichiarazione all'Alto Commissariato delle Nazioni Unite per i diritti umani in cui hanno chiesto di porre fine alle detenzioni di massa in Cina e hanno espresso preoccupazione per la diffusa sorveglianza e repressione.
A luglio 2019, 37 paesi tra cui Arabia Saudita, Egitto, Emirati Arabi Uniti, Sudan, Angola, Algeria, Nigeria, Repubblica Democratica del Congo, Corea del Nord, Serbia, Russia, Venezuela, Filippine, Myanmar, Pakistan e Siria hanno firmato una lettera congiunta all'UNHRC elogiando la Cina per i risultati notevoli nello Xinjiang. Il Global Times, un tabloid statale cinese, ha in seguito affermato che 50 paesi tra cui Iran, Iraq, Sri Lanka, Gibuti e Palestina avessero firmato la lettera.
Ad ottobre 2019, 23 paesi tra cui Regno Unito, Germania, Francia, Spagna, Canada, Giappone, Australia e Stati Uniti hanno firmato una lettera congiunta al Consiglio per i diritti umani delle Nazioni Unite e al Terzo comitato dell'Assemblea generale delle Nazioni Unite, sollecitando la Cina a chiudere i campi nello Xinjiang.
Nel novembre 2019 la missione delle Nazioni Unite ha pubblicato un elenco completo di 54 paesi che sostenevano le politiche cinesi dello Xinjiang.

### Reazione della Cina
Il governo cinese ha negato l'esistenza di campi di rieducazione nello Xinjiang, fino a ottobre 2018, quando li ha legalizzati ufficialmente. Quando i media internazionali avevano chiesto informazioni sui campi di rieducazione, il Ministero degli Esteri cinese dichiarò di non aver sentito parlare di questa situazione.

### Risposta dei dissidenti esiliati
Il 10 agosto 2018, circa 47 intellettuali cinesi e altri, in esilio, hanno lanciato un appello contro ciò che descrivono come "scioccanti atrocità dei diritti umani perpetrate nello Xinjiang".